# 20-20-20クラブ
20-20-20クラブ（20-20-20 club）は、メジャーリーグにおいて、シーズンで二塁打・三塁打・本塁打をそれぞれ20以上を記録した選手の集団。2020年現在達成者は7人。最近では2007年にカーティス・グランダーソンとジミー・ロリンズの2人が達成した。また、これに加え盗塁20以上を同時に記録した選手の集団は「20-20-20-20クラブ」といわれ、7人のうち4人が達成している。
ちなみに日本プロ野球ではシーズン20三塁打を記録した選手がまだ出ておらず（1951年の金田正泰の18が最高）、達成者はいない。

## 20–20–20 達成者
（*）は打率３割達成
| 名前                            | チーム                         | 年     | 二塁打 | 三塁打 | 本塁打 |
| ------------------------------- | ------------------------------ | ------ | ------ | ------ | ------ |
| フランク・シュルト              | シカゴ・カブス                 | 1911年 | 30     | 21     | 21     |
| ジム・ボトムリー（*）           | セントルイス・カージナルス     | 1928年 | 42     | 20     | 31     |
| ジェフ・ヒース                  | クリーブランド・インディアンス | 1941年 | 32     | 20     | 24     |
| ウィリー・メイズ（*）           | ニューヨーク・ジャイアンツ     | 1957年 | 26     | 20     | 35     |
| ジョージ・ブレット（*）         | カンザスシティ・ロイヤルズ     | 1979年 | 42     | 20     | 23     |
| カーティス・グランダーソン（*） | デトロイト・タイガース         | 2007年 | 38     | 23     | 23     |
| ジミー・ロリンズ                | フィラデルフィア・フィリーズ   | 2007年 | 38     | 20     | 30     |

## 20–20–20–20 達成者
（*）は打率3割達成者
| 名前                            | チーム                       | 年     | 二塁打 | 三塁打 | 本塁打 | 盗塁 |
| ------------------------------- | ---------------------------- | ------ | ------ | ------ | ------ | ---- |
| フランク・シュルト（*）         | シカゴ・カブス               | 1911年 | 30     | 21     | 21     | 23   |
| ウィリー・メイズ（*）           | ニューヨーク・ジャイアンツ   | 1957年 | 26     | 20     | 35     | 38   |
| カーティス・グランダーソン（*） | デトロイト・タイガース       | 2007年 | 38     | 23     | 23     | 26   |
| ジミー・ロリンズ                | フィラデルフィア・フィリーズ | 2007年 | 38     | 20     | 30     | 41   |